# Цуруми (станция)
Станция Цуруми (яп. 鶴見駅 цуруми эки ) — железнодорожная станция на линиях Кэйхин-Тохоку и Цуруми расположенная в городе Иокогама префектуры Канагава. Была открыта 15 ноября 1872 года. Станция является конечной для линии Цуруми. На станции установлены автоматические платформенные ворота.

## История
Открытая в 1872 году станция использовалась, как остановка на государственной линии Токайдо. Грузовое сообщение было открыто 1 апреля 1898 года. Составы компании «Keihin Electric Train»(предшественницы нынешней линии Кэйхин-Тохоку) стали проходить через станцию с 20-го декабря 1914 года.
23-го декабря 1934 года было открыто движение по линии компании «Tsurumi Rinkō Railway» (нынешняя линия Цуруми). 9-го ноября  1963 года в районе станции произошла крупная железнодорожная катастрофа, в которой погибло 162 человека. Грузовое сообщение через станцию было упразднено 1 ноября 1974 года.

## Планировка станции
Одна платформа островного типа, две платформы бокового типа и 4 пути.
| 1   | ■Линия Кэйхин-Тохоку | Хигаси-Канагава・ Иокогама ・ Исого                  |
| 2   | ■Линия Кэйхин-Тохоку | Кавасаки ・ Синагава ・ Токио ・ Уэно ・ Омия        |
| 3-4 | ■Линия Цуруми        | Цуруми-Оно ・ Асано ・ Огимати ・Уми-Сибаура・ Окава |

## Близлежащие станции
| «                |          | Линия               |           | »         |
| ---------------- | -------- | ------------------- | --------- | --------- |
| Кавасаки         |          | Линия Кэйхин-Тохоку |           | Син-Коясу |
| Кавасаки         | Кавасаки | Rapid               | Син-Коясу | Син-Коясу |
| Конечная станция |          | Линия Цуруми        |           | Кокудо    |

## Окрестности станции
- Храм Содзидзи
- Университет Цуруми
- Муниципалитет района Цуруми